# Johan Gottfried Conradi

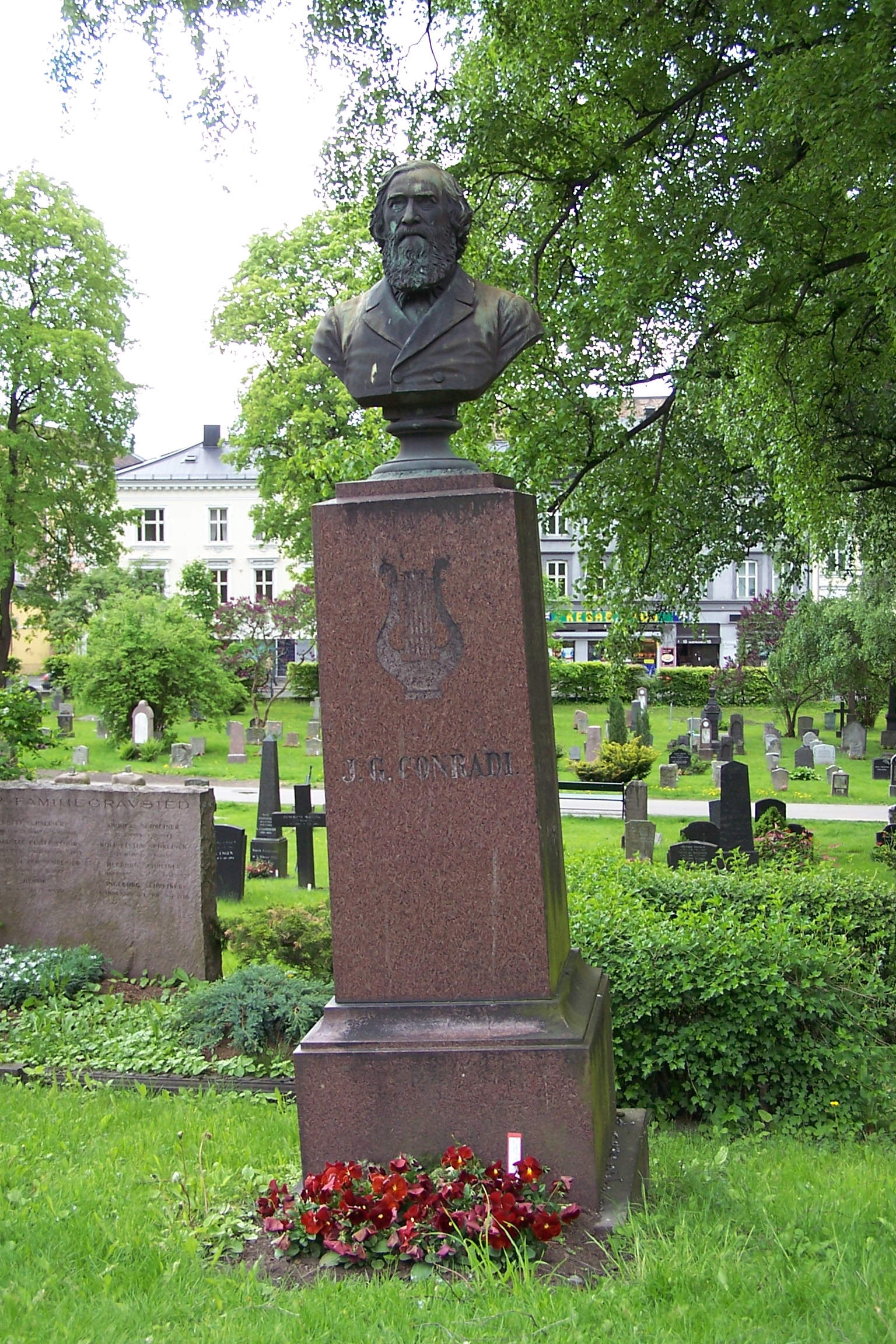
Grabmal Conradis in Oslo

Johan Gottfried Conradi (* 17. April 1820 in Tønsberg; † 20. September 1896 in Kristiania) war ein norwegischer Komponist.

## Leben
Conradi studierte in Deutschland Musik und wirkte als Dirigent und Musiklehrer, in Kristiania, wo er mit Halfdan Kjerulf die öffentlichen Abonnementskonzerte begründete.
Er komponierte Kantaten, Lieder und Klavierstücke, vor allem aber Werke für Männerchor.